# Kouga
La municipalité de Kouga est une municipalité locale du district de Sarah Baartman dans la Province du  Cap-Oriental en Afrique du Sud.
Le siège de la municipalité est situé dans la ville de Jeffreys Bay.

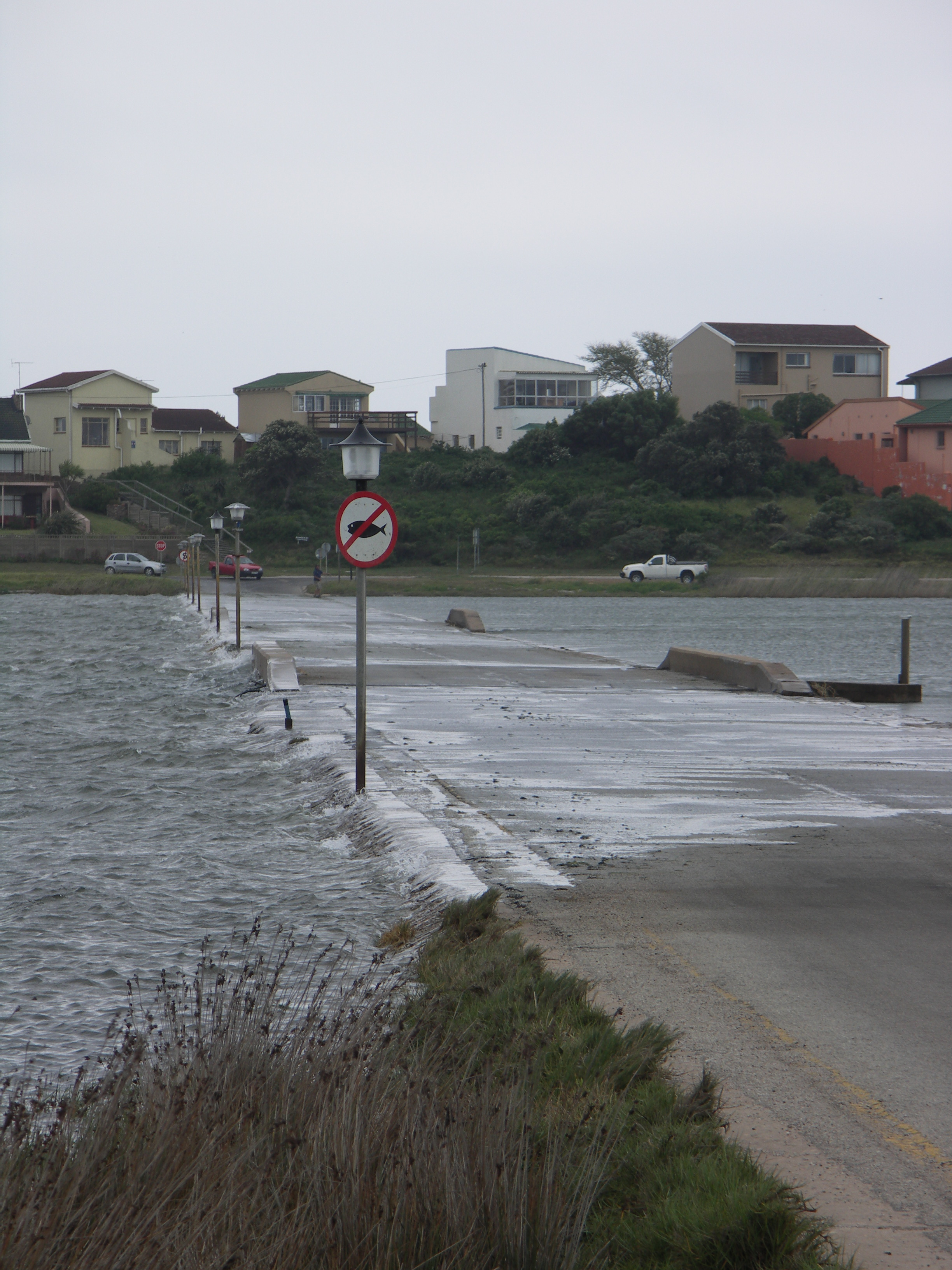
Chaussée sur la rivière Seekoei entre Aston Bay et Paradise Beach

## Communes et localités
| Villes, villages et localités | Code | Population | Langue principalement parlée |
| ----------------------------- | ---- | ---------- | ---------------------------- |
| Cape St Francis               |      | 342        | Anglais sud-africain         |
| Gamtoos Mouth                 |      | 153        | Afrikaans                    |
| Hankey                        |      | 11 761     | Afrikaans                    |
| Humansdorp                    |      | 20 123     | Afrikaans                    |
| Jeffreys Bay                  |      | 27 107     | Afrikaans                    |
| Kouga (zone rurale)           |      | 14 043     | Afrikaans                    |
| Kromrivier                    |      | 41         | Anglais sud-africain         |
| KwaNomzamo                    |      | 8 867      | Xhosa                        |
| Loerieheuwel                  |      | 2 787      | Afrikaans                    |
| Oyster Bay                    |      | 674        | Afrikaans                    |
| Patensie                      |      | 5 263      | Afrikaans                    |
| St Francis Bay                |      | 4 933      | Xhosa                        |
| Thornhill                     |      | 2 462      | Afrikaans                    |

## Démographie
Selon le recensement de 2011, les 49 768 résidents de la municipalité de Kouga sont majoritairement issus de la population coloured (42,60 %). Les populations noires et les blancs représentent respectivement 38,83 % et 17,63 % des habitants.
Les habitants ont majoritairement l'afrikaans pour langue maternelle (59,44 %) devant le xhosa (30,46 %).

## Historique
La municipalité locale actuelle de Kouga a été constituée en 2000 à partir de 7 communes et localités de la baie de St Francis. 

## Administration

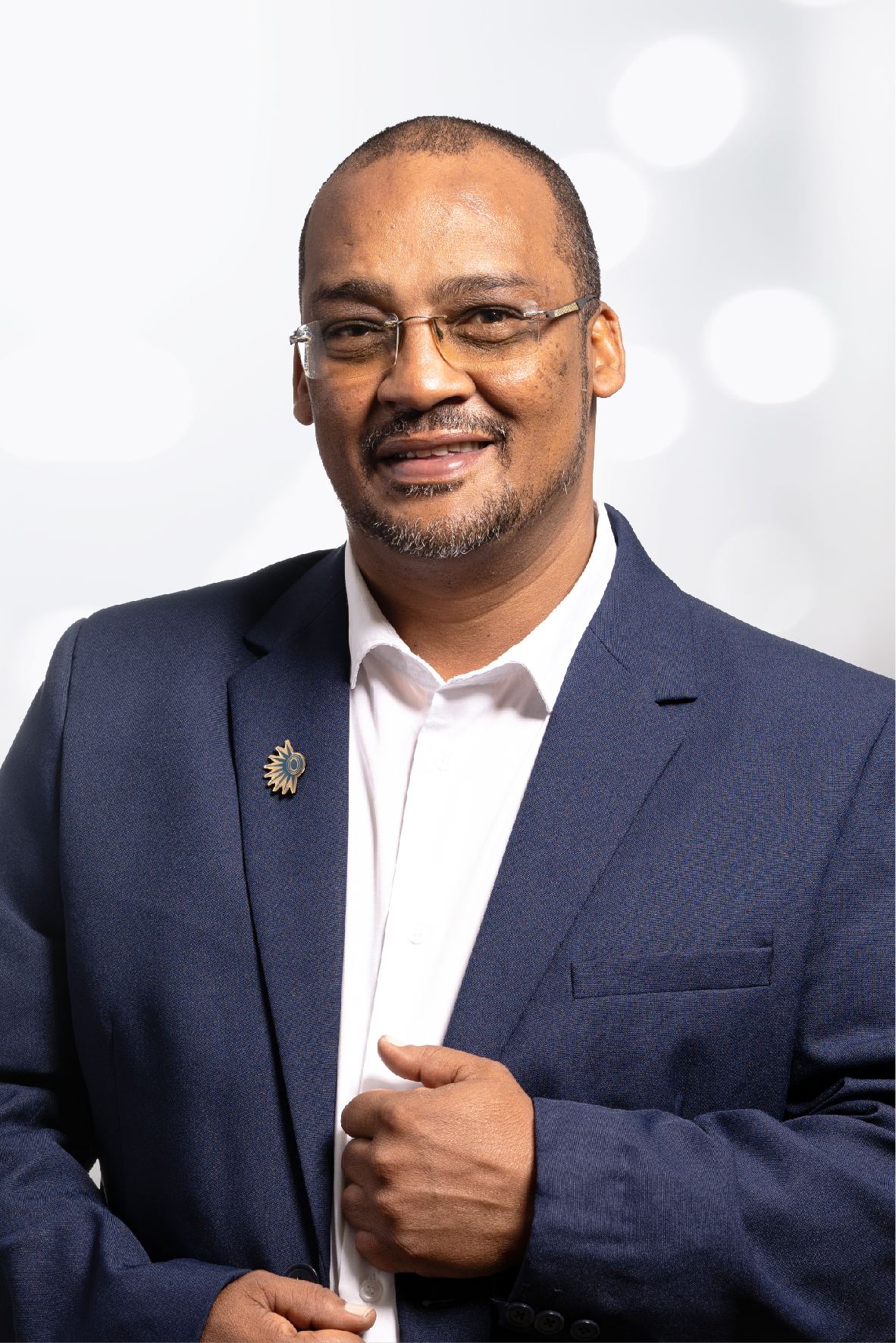
Horatio Hendricks, maire de Kouga de 2018 à 2023 avant de devenir député provincial

Lors des élections municipales de 2016, l'Alliance démocratique (DA) remporta 56,75 % des voix et 17 sièges de conseillers municipaux contre 40,59 % et 12 sièges au congrès national africain (ANC). La majorité sortante de la DA à Kouga a été reconduite lors des Élections municipales sud-africaines de 2021.
| Maires de Kouga depuis 2000        | Parti politique | Terme                     |
| ---------------------------------- | --------------- | ------------------------- |
| Chimpie Cawood                     | DA              | 2000-2002                 |
| Robbie Dennis                      | ANC             | 2002-2011                 |
| Booi Koerat                        | ANC             | 2011-2015                 |
| Daphne Kettledas                   | ANC             | 2015-2016                 |
| Elza van Lingen (d. 19 avril 2018) | DA              | 2016 - 2018               |
| Horatio Hendricks                  | DA              | 16 avril 2018 - juin 2023 |
| Hattingh Bornman                   | DA              | depuis le 30 juin 2023    |